# Bishanstadion
Het Bishanstadion (Maleis: Stadium Bishan; Chinees: 碧山体育场; Traditionele Chinese karakters: 碧山體育場; Hanyu pinyin: Bìshān Tǐyùchǎng) is een multifunctioneel stadion in Bishan, een wijk in de stad Singapore. In het stadion is plaats voor 6.254 toeschouwers. Het stadion werd geopend in 1999.

## Gebruik

### Voetbal
Het stadion wordt onder andere gebruikt voor voetbalwedstrijden, de voetbalclubs Lion City Sailors FC en Balestier Khalsa FC maken gebruik van dit stadion. Het voetbalelftal van Singapore speelde er twee keer een officiële interland. Beide interlands werden gespeeld in september 2018. In 2006 was dit stadion een van de stadions op het Aziatisch kampioenschap voetbal onder 17 van dat jaar.
| No. | Datum             | Wedstrijd             | Uitslag | Toernooi          |                  |
| --- | ----------------- | --------------------- | ------- | ----------------- | ---------------- |
| 1.  | 7 september 2018  | Singapore – Mauritius | 1–1     | Vriendschappelijk | Onderlinge duels |
| 2.  | 11 september 2018 | Singapore – Fiji      | 2–0     | Vriendschappelijk | Onderlinge duels |

### Atletiek
Het stadion is tevens geschikt voor atletiekwedstrijden vanwege de atletiekbaan die om het grasveld heen ligt. In mei 2009 werden de nationale kampioenschappen atletiek van Singapore hier gespeeld en in 2010 werden hier de atletiekwedstrijden op de Olympische Jeugdzomerspelen van dat jaar gehouden.

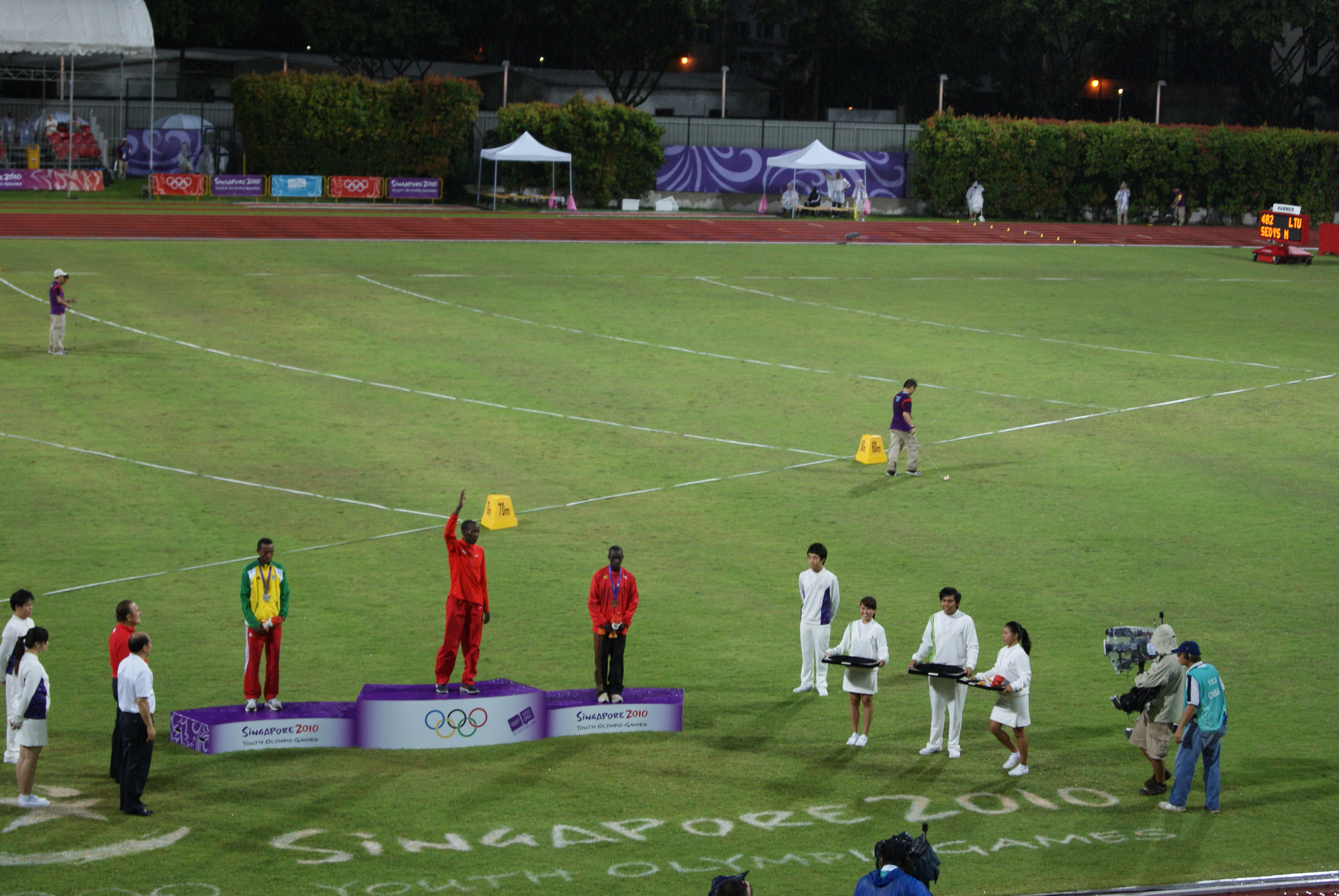
23 augustus 2010, tijdens de Olympische Jeugdzomerspelen 2010.
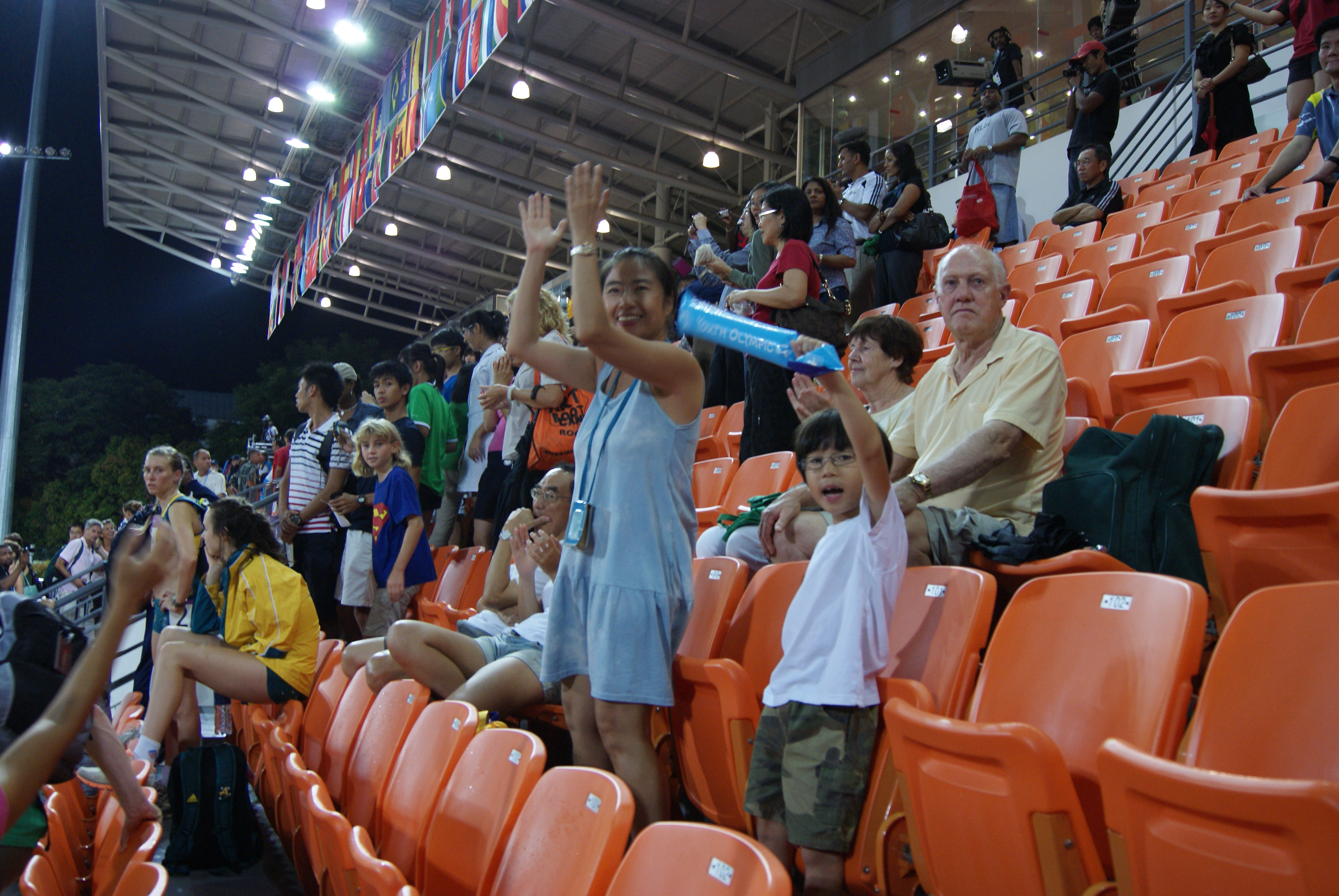
Publiek tijdens de Olympische Jeugdzomerspelen 2010.
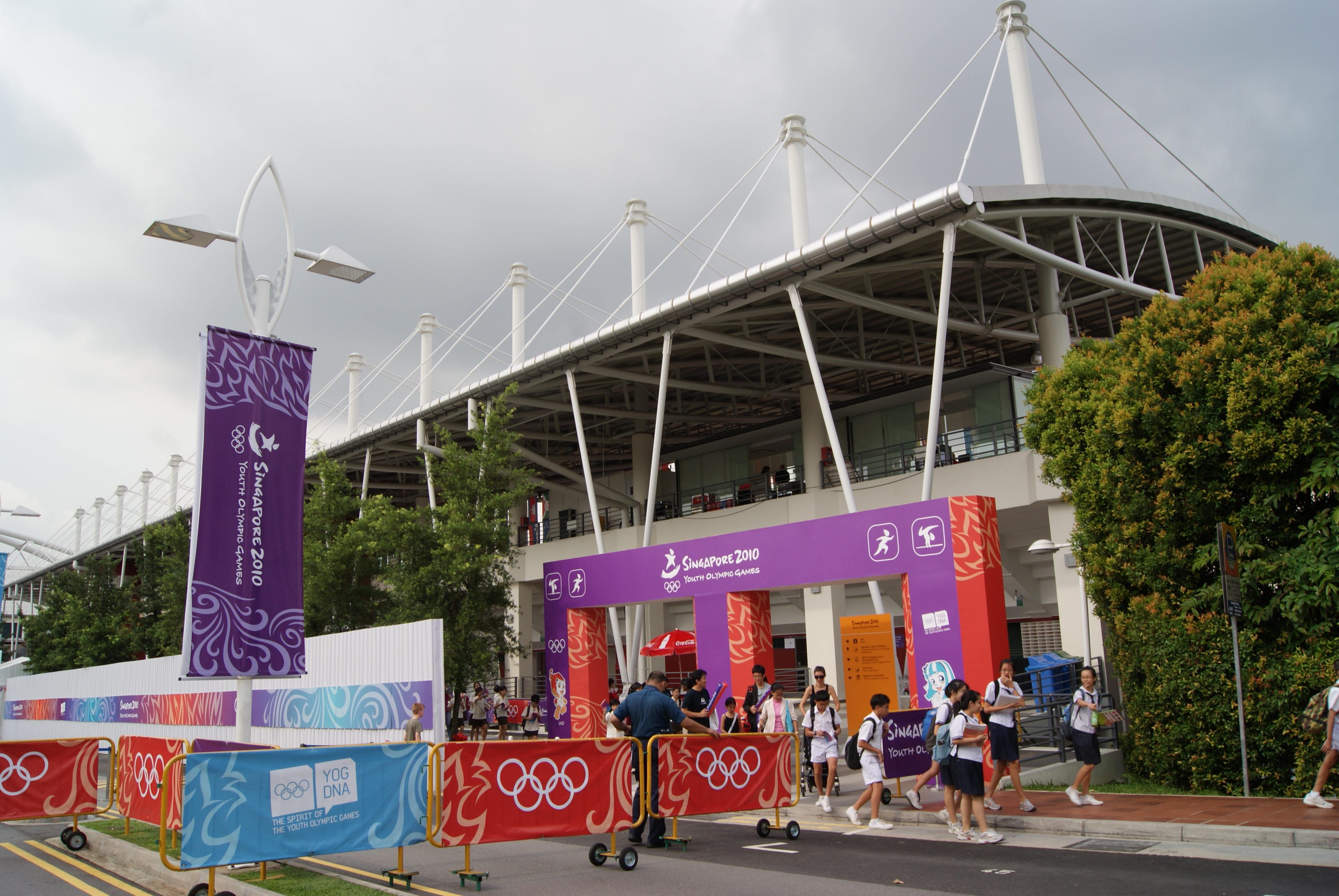
Olympische Jeugdzomerspelen 2010, foto gemaakt voor het stadion.